# Tavagnasco
Tavagnasco – miejscowość i gmina we Włoszech, w regionie Piemont, w prowincji Turyn.
Według danych na rok 2004 gminę zamieszkiwało 820 osób, 102,5 os./km².